# Боніфацій Фадріке Арагонський
Боніфацій II Фадріке (ісп. Bonifacio Fadrique; д/н —бл. 1380) — триарх центрального Негропонте в 1339—1365 роках, граф Салони.

## Життєпис
Походив з Барселонського дому. Третій син Альфонсо Фадріке, генерал-капітана Афінського герцога і триарха Негропонте, й Марулли да Верона. Після смерті батька близько 1339 року Боніфацій успадкував баронство Карістос, триархію Негропонте та різні інші володіння в Аттиці. Проте він залишався на Сицилії до 1359 року, коли приїхав до Евбеї. Внаслідок його тривалої відсутності вплив у триархії фактично захопили венеційці. Спроба їх посунути виявилася невдалою. Тому 1365 році Боніфацій Фадріке продав свою частину триархії Венеційській республіці за 6 тис. дукатів.
Того ж року після смерті брата Хайме Фадріке успадкував графство Салона, острів Егіну. Невдовзі небіж Боніфація Фадріке — Луїса Фадріке — оскаржив спадкування Боніфацієм доменів Хайме Фадріке. Протистояння тривало до 1375 року, яке завершилося невдало для Боніфація Фадріке. Також Луїса Фадріке призначено було генерал-капітаном Афінського герцогства. Син Боніфація — Педро Фадріке — був відправлений у вигнання, його згодом ув'язнено в Арагоні, майно Боніфація було конфісковано. Боніфацій Фадріке помер до вересня 1380 року.

## Родина
Дружина — Луція Бароцці, венеційська аристократка
Діти:
- Педро Фадріке (д/н—1380), сеньйор Егіни
- Хуан Фадріке (д/н—1394), сеньйор Егіни